# Rejon rylski
Rejon rylski (ros. Рыльский район) – jednostka administracyjna wchodząca w skład obwodu kurskiego w Rosji.
Centrum administracyjnym rejonu jest miasto Rylsk.

## Geografia
Powierzchnia rejonu wynosi 1505,02 km².
Graniczy z innymi rejonami obwodu kurskiego: chomutowskim, lgowskim, korieniewskim, głuszkowskim oraz z Ukrainą.
Głównymi rzekami rejonu są: Sejm (83 km nurtu w rejonie), Obiesta (52 km), Amońka (35 km), Ryło (21 km), Klewień (42 km), Kamienka (14 km), Krupka (10 km).

## Historia
Rejon powstał w roku 1928, a w skład nowo powstałego obwodu kurskiego wszedł w 1934. W latach 1935–1963 istniał wyodrębniony z rejonu rylskiego rejon krupiecki.

## Demografia
W 2018 rejon zamieszkiwało 31 184 mieszkańców, z czego 16 147 na terenach miejskich.

## Miejscowości
W skład rejonu wchodzi: 1 osiedle miejskie (miasto Rylsk), 16 osiedli wiejskich (sielsowietów) i 131 wiejskich miejscowości.
| Sielsowiet       | Centrum administracyjne | Pozostałe miejscowości |
| ---------------- | ----------------------- | --- |
| Bierieznikowski  | Bieriezniki             | Agarkowo, Asmołowo, Bobłow, Wiskol, Wystoroń, Żylino, Żuriatino, Ignatjewo, Kapysticzi, Klennaja, Kolticzejewo, Konoplanowka, Kostrowa, Mogilewka, Stropicy, Turajewo, Szustowka                                                                                                |
| Bobrowski        | Kuliga                  | Baramykowo, Bobrowo, Wierchnieje Łuchtonowo, Matochino, Pieriecełujewo |
| Durowski         | Durowo                  | Kazaczja Kamienka, Pawłowka |
| Iwanowski        | Iwanowskoje             | Baraszek, Wielje, Zielenino, Zieleninskij, Zielonyj Gaj, Marjino, Muchin Prud, Uczitielskij |
| Koziński         | Kozino                  | Gorodiszcze, Krasnyj Pieriedowik, Łokoć, Rieza, Rubieżow, Titow |
| Krupiecki        | Krupiec                 | Waletowka, Woronok, Zołotariowka, Kaczanow, Krasnaja Zorka, Krasnyj Pachar, Krupiec, Kukariekowka, Nowoiwanowka, Obiesta, Ryżewka, Siembaza, Tieriechowka, Trufanowka |
| Łomakiński       | Swoboda                 | Łomakino, Pierwomajskij |
| Małognieuszewski | Małognieuszewo          | Iznoskowo, Imieni Kujbyszewa, Kukariekowka |
| Michajłowski     | Michajłowka             | Wiktorowka, Uspiesznoje |
| Niekrasowski     | Niekrasowo              | Arsienow, Artiuszkowo, Bolszenizowcewo, Wołobujewo, Iszutino, Ługowka, Małonizowcewo, Morszniowo, Popowka, Romanowo, Siemionowo, Słobodka, Suchaja, Timochino, Szaposznikowo |
| Niechajewski     | Niechajewka             | Biegoszcza, Nowaja Nikołajewka |
| Nikolnikowski    | Makiejewo               | Bolszegnieuszewo, Byrdin, Wierchniaja Wojegoszcza, Wierchniaja Matwiejewka, Goriełuchowo, Gorodiszcze, 1-je Jańkowo, 2-je Jańkowo, Kiriejewo, Małachowka, Niżniaja Wojegoszcza, Niżniaja Matwiejewka, Nikolnikowo, Plesy, Pokrowskoje, Popowka, Sadowyj, Sonino, Zaria, Żgowieć |
| Oktiabrski       | Stiepanowka             | Maziepowka, Oktiabrskoje |
| Prigorodnieński  | Prigorodniaja Słobodka  | Wołynka, Zwiagin, Sadki, Troszyno, Fonow |
| Studienokski     | Studienok               | Akimowka, Aleksandrowka, Anatoljewka, Gniłowka, Kulemzino, Niżniaja Mielnica, Parmienowka, Słobodka-Iwanowka, Staraja Nikołajewka |
| Szczekiński      | Szczekino               | Dugino, Karkowo-Kamienka, Korienskoje |